# 焼きたて!!ジャぱん
『焼きたて!! ジャぱん』（やきたてジャぱん）は、橋口たかしによる日本の漫画。『週刊少年サンデー』（小学館）において、2002年4・5合併号から2007年6号まで連載された。もともとは5週限定の短期集中連載だったが、正式に連載となった。第49回（2003年度）小学館漫画賞少年向け部門を受賞。第14巻までの累計部数は600万部を突破している。
LINEマンガにおいて、続編『焼きたて!! ジャぱん〜超現実（スーパーリアル）〜』が2019年8月から2021年12月まで連載された。取材・原作として入江謙三の名前が併記されている。
パンの魅力に魅せられた少年が、プロのパン職人として理想のパン「ジャぱん」を追究する姿を描く。作中にてパンなどに関わる専門用語や知識を解説している。

## あらすじ
「太陽の手」と呼ばれるパンの発酵に適した温かい手を持つ少年、東 和馬は、幼少の頃、姉・稲穂に連れられて行ったパン屋St.Pierre（サンピエール）の主人から、「日本人にとっての『ごはん』より美味い日本独自のパン『ジャぱん』を創りたい」という夢を聞かされ、自らも「ジャぱん」を生み出すべく、独学でパンづくりを覚えていく。
中学校を卒業した和馬は、大手ベーカリー・チェーンの「パンタジア」東京本店の採用試験を受ける。和馬は河内 恭介、梓川 月乃、諏訪原 戒と共に最終選考に残るが、オーナーの孫娘で有力な新人を発掘するために採用試験に参加していた月乃は最終選考を辞退する。一方、河内は大げさな身の上話で和馬の同情を買い、最終選考課題の「クロワッサン」をルール違反をして二人で作ることになる。和馬は「324層クロワッサン（ジャぱん43号）」の生地を完成させるが、河内の話を真に受け、勝ちを譲るために採用試験を辞退してしまう。最終選考に受かった河内だったが、和馬が辞退した理由を月乃から聞かされると、その優しさに心打たれ、本店採用を辞退する。二人は月乃に拾われ、彼女が店長代理を務めるパンタジア・南東京支店に勤務することになる。
しかし、そこはパンタジアの支店とは思われないほどに寂れた店だった。実は、月乃の母は正式な妻ではなかったため、梓川一族の中でも冷遇され、寂れた店をあてがわれていたのだった。そうとは知らない和馬と河内は協力して南東京支店を盛りたてていき、やがてパンタジア・グループの新人職人が挑戦する新人戦に参加する。しかし、そこで二人は、正妻の子で異母妹である水乃から姉として扱われていない月乃の姿を目にする。南東京支店の店長である松代 健から月乃の境遇を聞かされた二人は、月乃の力になろうと誓い合う。
水乃そして水乃が放つ謎の職人・コアラ（正体は模糊山 剛）をも撃退した和馬だったが、さらに月乃の異母姉である雪乃の挑戦を受ける。パンタジアのライバルチェーンであるサンピエールのオーナー・霧崎 雄一と手を組んだ雪乃は、パンタジアを乗っ取るために、なりふりかまわず汚い手を使って和馬を潰しにかかるが、和馬はそうした妨害をことごとくはねのけてしまう。そして、雪乃は最期の切り札として酵母菌に造詣が深い冠 茂と和馬を対戦させる。しかし、タンパク質分解酵素エンドプロテアーゼを試合前に混入させ、親友の河内をも陥れた雪乃の汚い手口に和馬は怒りを爆発させ、見事冠に対しても勝利を収めるのだった。
新人戦終了後、研究所を雪乃の手によって爆破された冠も南東京支店に移籍する。冠は、雪乃の悪事を阻止するために、パンタジアが乗っ取られても別行動が取れる月乃個人名義の南東京支店に移籍したのだった。霧崎・雪乃によるパンタジア乗っ取りを防ぐための資金稼ぎとして、和馬・河内・諏訪原が出ることになったパンの世界大会、モナコカップでの日本チームの優勝に冠は5170万円を賭けた。冠が河内に教えたある作戦が大成功したためオッズは300倍、日本チームが優勝するのを待つばかりとなった。だが、サンピエールからの数々の妨害が和馬ら日本チームを待っていたのだった。しかし困難を乗り越えた日本チームは見事に優勝、120億円が手に入る。だが時すでに遅しサンピエールはパンタジア株50%以上を買い取り、パンタジアを企業買収してしまう。そんな時、サンピエールオーナー霧崎雄一は月乃をパンタジアの社長、雪乃をサンピエールの社長にして2社をテレビ番組焼きたて!! 25（アニメでは、焼きたて!! 9(ナイン)）で対戦させ、パンタジアが勝てばサンピエールは株を返し、負ければ返さないと挑戦状を叩きつけ、月乃はそれに応じた。和馬は次第にパンタジア対サンピエール・月乃対雪乃の対立に巻き込まれていき、月乃を守るため、己が理想とするジャぱんに近づくために新たな挑戦者たちに対峙していくことになる。

## 用語
太陽の手
通常、体の末端である手の温度は体温よりも低くなるが、血行が盛んならば手の温度と体温の差は小さくなる。そのような手をフランスではこう呼ぶ。パンの調理においては手の中で生地の発酵が進みやすいという利点がある。末端部の血行が必要以上に盛んだと体温を奪われやすく、生物としての人間の生存には不利なので、実際の持ち主は非常に限られている。また、生地の発酵においてのイースト菌の貢献率は7%程度にしか過ぎないので、太陽の手があるからといってそこまで大きな差があるわけではない。
- 主な所有者
  - 東 和馬
  - 冠 茂
  - エドワード・カイザー
  - グラン・カイザー（彼の場合は、さらに通常の2倍超の太陽の手甲を装備した「太陽の手・ギガントス」）

太陽の手甲（ガントレット）
全身を鍛え、その上で腕の筋肉を強化することで人為的に血行を促進して手の温度を上昇させ、太陽の手に近い能力を得ることが出来る。
- 主な所有者
  - 河内 恭介
  - 松代 健
  - 模糊山 剛
  - 諏訪原 戒（彼の場合は、ドライアイスを握ることで手を冷やし、身体の防衛本能を利用してさらに血流量を増やす「太陽の手甲・オーバーコート」）
  - 霧崎 雄一
  - ボブ・カイザー

女神の手（ラ・マン・デユヌ・デエス）
幼少期から指関節の柔軟性を鍛えることで獲得できる、柔軟性の極めて高い手。利点は、あらゆる固さのパンをこねることが出来ること。
- 主な所有者
  - 東 和馬
  - 諏訪原 戒
  - エドワード・カイザー
  - ボブ・カイザー
  - グラン・カイザー（彼の場合は、手を足として使い続け、さらに柔らかくなった「女神の手・ウルティマ」）

吹雪の手
太陽の手の対極に位置する能力。異常に手が冷たいため、当然パン製作に最も不向きだが、特にバターを多用するタルトを作る際は手の温度でバターが溶けにくいので、無発酵の物を作るのに最も適している手である。
- 所有者
  - 梓川雪乃

ベーパーアクション
通常、パン生地は200℃前後で15分ほどかけて焼成するが、それを敢えて300℃以上の高温で3分ほどで焼成することにより、生地内の水蒸気を一気に爆発させ、ふっくらとしたパンに仕上げること。オーブンと生地の温度差が大きいほど良いが、チョコレートなどを混ぜていない純粋な生地でないと、温度が上昇しにくい。
ホットプレス
パンをプレスして潰しながら焼く。日本でいうホットプレスサンドを作る手法。
超低温長時間焼成
150℃前後のパンの焼成温度としては超低温で長時間焼くことでパンの色を焦がさず焼き上げることが可能であるが、通常は水分が飛ぶことによって味や食感が損なわれる。作中では水飴にコーティングすることでその欠点を克服した。
バイタルグルテン
小麦などの植物性タンパクから精製したグルテンのことで蛋白強化剤といわれる添加物のこと。通常はグルテンを形成しない穀類でパンを作るときに用いるが、作中ではモチモチした食感を作るためにグルテンを通常の二倍にするダブルグルテンとして用いられた。
トュルニュ
生地を一定方向にねじる手法。そうすることによって、熱が伝わりにくい部分が生じる。その部分は焼成中でも生地の発酵が進み（これを窯伸びという）、パンがよりふっくらと仕上がる。ただ、ねじりすぎるとガスが抜けてとてつもなくまずいパンになってしまう。
フォンデュ
生地を折り曲げることで窯伸びをさせる手法。トゥルニュよりも簡単な上、二度折り曲げることでよりふっくらさせることが出来る。 堤が作るジャムフォンデュとは別の意味である。
クリーミング処理法
あらかじめ泡立てることにより空気を含んだバターを生地に加えると、ふっくらとしたパンに仕上がる。ケーキなどで主に使われる手法。
リミックス法
一次発酵の後に生地を再度捏ね、新たなグルテンを作りふっくらしたパンを作る方法。失敗するとグルテンが破壊されるために非常に硬いパンになってしまう。
老麺法
イーストの代用品として充分に発酵した古い生地を新しい生地に加えること。熟成した生地を加えることで風味豊かなパンになる。
ヒューパン
霧崎が自ら開発したパン・魔王を食べ続けることによって進化した、人間（ヒューマン）とパンの融合した生命体。ヒューパンへと進化した者は肉体がパンとなり、ゆえに物理的な損傷を身体に受けても平気な無敵の存在。ヒューパンをこの世から消滅させる方法は、彼らの身体を食べることのみである。しかし身体の一部（パン）を食べた人間は瞬く間にヒューパンへと変わってしまう。
ヒューパンの食糧は専らパンであり、霧崎=魔王は全人類をヒューパンへと変えることで、自分たちパンによって世界を支配することを企む。
フラワーオブプラチナ
最高級の小麦粉を最高の状態に仕上げて生地を作り、最適な温度で焼き上げたときに現れる現象。パンの生地内が黄色く輝く。

## 登場パン

### ジャぱん
カッコ内は特徴。また※は山崎製パンによって製品化したジャぱん。

#### 本場
- 1号 - 豆乳食パン ※
- 2号 - 炊飯ジャーぱん（炊飯器で焼いたパン）
- 3号 - 電子レンジパン（発酵に電子レンジを使う、ゴマをトッピング）
- 8号 - ミドリ亀パン（ホウレン草・抹茶・よもぎをねり込み緑色に仕上げ、水飴にくるんで超低温長時間焼成し緑色に焼き上げる） ※
- 9号 - たい焼きジャぱん
- 12号 - チョココロネ ※
- 16号 - 無発酵パン（富士山を模したナン）
- 21号 - カステラジャぱん ※
- 22号 - かまぼこジャぱん（不味い魚であろうと美味しく食べられるよう、かまぼこを生地にねり込み製作）
- 24号改 - フランスジャぱん（山羊バター使用のフランスパン）
- 32号 - わさび入り食パン（カビ防止）
- 43号 - 324層クロワッサン（太陽の手によって生成される「太陽の生地」を使用） ※
- 44号 - 試作史上最強のジャぱん（焼成時、オーブンに敷く葉長石「ペターライト」の板）
- 51号 - にんにく入りのパン（シルクパウダーを使用）
- 51号戒（改） - うなぎ海苔パン（シルクパウダー・海苔・うなぎ・黒豆）
- 54号 - アンパン
- 55号 - アンパン（54号改・ばあちゃんの自家製餡子入り）
- 56号 - （アニメのみ）米糠入りクロワッサン
- 56号改 - （アニメのみ）竹炭入りクロワッサン ※
- 57号 - 歌舞伎揚げパン（表面がガチガチになった、売れ残りのパンを歌舞伎揚げに）
- 58号 - メロン寿司パン（パン生地とクッキー生地を別々に焼き、メロンクリームを間に挟む） ※（「クッキーメロンパン」の名で販売）
- 59号 - お好み焼きサンド（パンを潰しながら焼き（ホットプレス）、お好み焼き風に味付け。原理はイタリアのパニーニ）
- 60号 - モチモチジャぱん（こねたパン生地を洗ってグルテンのみを取り出し、新しく作った生地に加える「ダブルグルテン」）
- 61号 - 大麻（おおあさ）ジャぱん（大麻乳・大麻きな粉・大麻油・鍋ふち黒糖によるキャラメリゼ） ※
  - ここで言う大麻とは、七味の一つ「麻の実」のこと。アニメでは「“おおあさ”ジャぱん」と呼称した。

#### 焼きたて!! 25（アニメでは焼きたて!! 9）シリーズ
- 大間（おおま） - ウニ茶碗蒸しパン（紫ウニ・身土不二・パンの器・クルトン）勝利。
- 大口（おおくち）（アニメのみ） - 和風ジャぱんまん（黒豚・手延べ麺製法）勝利。
- 西都（さいと） - 埴輪ジャぱん（完熟マンゴー・塩の花・パンワッフル）勝利。
- 大曲（おおまがり） - 折曲ジャぱん（曲りネギ・ブランシール・ダブルフォンデュ）勝利。しかしこの回は、黒柳は、東のパンを食べていない。
- 十六島（うっぷるい） - 十六島海苔パン（十六島海苔のコーラ煮・クリーミング処理法・リミックス法・ライスペーパー）敗北。
- 下呂（げろ） - トリプル笹パン（中津川の栗きんとん・老麺法・笹茶・笹の香り・笹の効能）
- 伊予（いよ）（原作のみ） - ジャぱんケーキ（ビワ蜜・白玉粉・蕎麦の実のフレーク・焼き揚げ）
- 千歳（ちとせ）（原作のみ） - たこ焼きジャぱん（地中海水牛のモッツァレッラチーズ・ボンバーピザ・インカのめざめ）
- 富浦（とみうら） - ビワタルト（超高タンパク粉・ビワ餡・発酵生地）（アニメ版では、超高タンパク粉・黒糖漬けのビワ・太陽の手）
- 能生（のう）（原作ではつくば市・コッペパン） - 能生味噌ジャぱん（能生味噌・米粉・野生よもぎ・「ペターライト」の板）
- ジャぱん（そのままだと食パンよりやわらかく、焼くとフランスパンより硬い、ジャぱんの完成形）

#### その他
- マーガリンロール（ベーパーアクション）
- 常温肉まん（中力粉100%の代わりに強力粉80%・中力粉20%、水を通常の1.2倍使用。冷やしてから食べる）
- 素パン（小麦粉と水のみで熟成させて作った、小麦粉本来の味を活かしたパン。和馬が物語の最後に製作した）

### ルパン
- 1号 - パンドール戒（パンドール生地と自作の鋳型の間にクロワッサン生地を挟み、生地表面を焦がさず黄金色に仕上げる・果物を色付きのハチミツに漬けて光沢をつけ、生地表面に貼り付けると共に、チョコで陰影をつけ浮き上がらせる）
- 3号 - パン・デ・エピス戒（大量の食材を潰して混ぜ、香りとコクを深める）
- 6号 - スポーツパン（スッポンの肉、スッポンの生きた血の赤ワイン割をねり込み、動物性蛋白質・滋養強壮効果・アントシアニンを含める・水飴にくるんだうえで超低温長時間焼成を行い、鮮やかな赤色に焼きあげる）
  - レーサーが食べることを想定した対決の際に作ったものだったが、ワインを使ったためピエロに「（アルコールの成分は発酵の際に熱で失われるとはいえ）レーサーが試合前に酒を使った食品を口にしたいとは思わない」と指摘され、一口も食べられないまま負けることになってしまった。
- 大曲（おおまがり） - ねじ曲ルパン（曲りネギ・ブランシール・トュルニュ）

### ゴぱん
- 魔王
- ゴぱん97号（カシスによる眼への効果・プロテインによる筋力増強・パエリア仕立ての味付け）
- ゴぱんベーグル
- 能生味噌ゴぱん

## 書誌情報
- 橋口たかし 『焼きたて!! ジャぱん』 小学館〈少年サンデーコミックス〉、全26巻
  1. 2002年3月18日発売[3]、ISBN 4-09-126391-7
  2. 2002年5月18日発売[4]、ISBN 4-09-126392-5
  3. 2002年8月9日発売[5]、ISBN 4-09-126393-3
  4. 2002年10月18日発売[6]、ISBN 4-09-126394-1
  5. 2003年1月18日発売[7]、ISBN 4-09-126395-X
  6. 2003年3月18日発売[8]、ISBN 4-09-126396-8
  7. 2003年5月17日発売[9]、ISBN 4-09-126397-6
  8. 2003年7月18日発売[10]、ISBN 4-09-126398-4
  9. 2003年10月18日発売[11]、ISBN 4-09-126399-2
  10. 2003年12月18日発売[12]、ISBN 4-09-126400-X
  11. 2004年2月18日発売[13]、ISBN 4-09-127051-4
  12. 2004年4月17日発売[14]、ISBN 4-09-127052-2
  13. 2004年7月16日発売[15]、ISBN 4-09-127053-0
  14. 2004年10月8日発売[16]、ISBN 4-09-127054-9
  15. 2004年12月17日発売[17]、ISBN 4-09-127055-7
  16. 2005年2月18日発売[18]、ISBN 4-09-127056-5
  17. 2005年4月18日発売[19]、ISBN 4-09-127057-3
  18. 2005年6月16日発売[20]、ISBN 4-09-127058-1
  19. 2005年9月16日発売[21]、ISBN 4-09-127059-X
  20. 2005年11月18日発売[22]、ISBN 4-09-127060-3
  21. 2006年1月14日発売[23]、ISBN 4-09-120029-X
  22. 2006年4月18日発売[24]、ISBN 4-09-120329-9
  23. 2006年7月18日発売[25]、ISBN 4-09-120418-X
  24. 2006年10月18日発売[26]、ISBN 4-09-120669-7
  25. 2007年1月13日発売[27]、ISBN 978-4-09-120826-2
  26. 2007年4月18日発売[28]、ISBN 978-4-09-121026-5
- 入江謙三（取材・原作） / 橋口たかし（作画） 『焼きたて!! ジャぱん〜超現実〜』 小学館〈少年サンデーコミックススペシャル〉、全5巻
  1. 2020年4月17日発売[29]、ISBN 978-4-09-850091-8
  2. 2020年9月18日発売[30]、ISBN 978-4-09-850237-0
  3. 2021年2月18日発売[31]、ISBN 978-4-09-850465-7
  4. 2021年4月16日発売[32]、ISBN 978-4-09-850537-1
  5. 2021年12月17日発売[33]、ISBN 978-4-09-850845-7

## テレビアニメ
2004年10月12日から2006年3月14日まで、テレビ東京系の毎週火曜日19時00分 - 19時30分の時間帯で放送された。全69話。
パンチラや肉体関係などの「お色気」描写は原作より抑えられている（肉体関係については全カット）ほか、原作で死亡した人物がアニメではかろうじて生存していたり、食事時間にも不適な一部の描写（カビの生えたパンを食べるシーンなど）がカット・改変されているといった変更点がある。
番組スポンサーである山崎製パンが本作をテーマにした菓子パンや惣菜パンを製造し、一部地域を除く全国のローソン、デイリーヤマザキとジャスコで販売され、累計販売数は2005年2月時点で600万個を突破するヒット商品になった。
海外では台湾電視台、香港無綫電視翡翠台、韓国TOONIVERSEで放送されている。韓国版は、登場人物は韓国人、舞台は韓国に変更されている。
2006年1月12日には、バンダイよりニンテンドーDS専用ボードゲーム『焼きたて!!ジャぱん ゲーム1号パンタジックグランプリ』が発売された。ゲームオリジナルキャラクターとして、原作者の橋口たかしに描き下ろされた美女「キボンヌ」が登場する。

### スタッフ[37]
- 企画 - ディーライツ、アニプレックス
- 原作 - 橋口たかし（週刊少年サンデー連載）
- 監督 - 青木康直
- シリーズ構成 - 隅沢克之
- キャラクターデザイン - 前澤弘美、戸部敦夫、菱沼義仁
- 美術監督 - 池田繁美
- 色彩設計 - 佐藤美由紀
- 撮影監督 - 大神洋一
- 編集 - 鶴渕友彰
- 音楽 - 岩崎琢
- 音響監督 - 木村絵理子
- 企画プロデューサー - 杉山孝太
- プロデューサー - 山川典夫、富岡秀行
- アニメーション制作 - サンライズ
- 企画・製作 - パンタジア（サンライズ、ディーライツ、アニプレックス）
- 製作 - テレビ東京、サンライズ

### 主題歌

#### オープニングテーマ
「ホウキ雲」（第1話 - 第29話）
作詞・作曲・歌 - RYTHEM / 編曲 - CHOKKAKU
- 第9話から効果音が追加されたバージョンが流されている。

「Promise」（第30話 - 第53話）
作詞 - 小林夏海 / 作曲 - 北浦正尚 / 編曲 - 河野圭 / 歌 - TiA
「小さな詩」（第54話 - 第69話）
作詞 - 舞衣子 / 作曲 - TATTSU / 編曲 - イワイエイキチ / 歌 - MARIA

#### エンディングテーマ
「SUNDAY」（第1話 - 第12話）
作詞・作曲 - 田中明仁 / 編曲 - 長田進、河合誠一、The Babystars / 歌 - ザ・ベイビースターズ
「To All Tha Dreamers」（第13話 - 第29話）
作詞 - Diggy-MO'、Bro.Hi / 作曲 - Diggy-MO'、Shinnosuke / 編曲 - Shinnosuke / 歌 - SOUL'd OUT
「ハミングバード」（第30話 - 第42話）
作詞・作曲 - tetsuhiko / 編曲 - tasuku / 歌 - little by little
「Re:START」（第43話 - 第53話）
作詞 - 椎名慶治 / 作曲 - 椎名慶治、永谷喬夫 / 編曲 - 渡辺善太郎、永谷喬夫、椎名慶治 / 歌 - surface
「Merry Go Round」（第54話 - 第62話）
作詞・作曲・歌 - 星村麻衣 / 編曲 - CHOKKAKU
「ココロビーダマ」（第63話 - 第68話）
作詞・作曲・歌 - RYTHEM / 編曲 - CHOKKAKU
「ホウキ雲」（第69話）
作詞・作曲・歌 - RYTHEM / 編曲 - CHOKKAKU

### 各話リスト
| 話数               | サブタイトル                                           | 脚本               | 絵コンテ           | 演出               | 作画監督                | 放送日             |
| パンタジア新人戦編 | パンタジア新人戦編                                     | パンタジア新人戦編 | パンタジア新人戦編 | パンタジア新人戦編 | パンタジア新人戦編      | パンタジア新人戦編 |
| ------------------ | ------------------------------------------------------ | ------------------ | ------------------ | ------------------ | ----------------------- | ------------------ |
| 1                  | 来たぞッ!! 太陽の手を持つ少年!                         | 隅沢克之           | 青木康直           | 佐藤照雄           | しんごーやすし          | 2004年 10月12日    |
| 2                  | マハラジャッ!! 富士山が降ってきた日!                   | 隅沢克之           | 山本恵             | 岩崎太郎           | 堤弘子                  | 10月19日           |
| 3                  | 黒コゲ!! これが究極の黒輪さん!?                        | 高橋哲子           | 大森英敏           | 石踊宏             | 澤田貴秋                | 10月26日           |
| 4                  | ヒヒーン!! 馬味（うま）いパンを作れ!                   | 大和屋暁           | 近藤信宏           | 福本潔             | 吉川真一                | 11月2日            |
| 5                  | 美（う）メェ〜ッ!! 決め手は究極のバター!               | 大和屋暁           | 井内秀治           | 太田知章           | 宮前真一                | 11月9日            |
| 6                  | 本店だ!! 踊るマイスター!                               | 下山健人           | 大森英敏           | 政木伸一           | 佐久間健                | 11月16日           |
| 7                  | びっくり服部!! 秘密のタレで変身じゃ!                   | 高橋哲子           | 山本恵             | 山本恵             | しんごーやすし          | 11月23日           |
| 8                  | 河内（改）!! 太陽のガントレット!                       | 大和屋暁           | 近藤信宏           | 岩崎太郎           | 平塚知哉                | 12月7日            |
| 9                  | 負けへん!! 大阪パンで勝負や!                           | 隅沢克之           | 山田徹             | 山田徹             | 澤田貴秋                | 12月14日           |
| 10                 | それぞれの開幕!! パンタジア新人戦開始!                 | 隅沢克之           | 友永和秀           | 友永和秀           | 宮本佐和子              | 12月21日           |
| 11                 | クズカスッ!! 和馬が選んだ最低バター!                   | 川瀬敏文           | ボブ白旗           | 秦義人             | 吉川真一                | 12月28日           |
| 12                 | 和馬失格!? 起死回生のウルトラC!                        | 川瀬敏文           | まついひとゆき     | 太田知章           | 宮前真一                | 12月28日           |
| 13                 | ヘイお待ちィ!! メロンパンでメロンメロン!               | 大和屋暁           | 政木伸一           | 政木伸一           | 佐久間健                | 2005年 1月11日     |
| 14                 | 美麺（うめーん）〜ッ!! 焼きそばパンの落とし穴!         | 隅沢克之           | 矢野雄一郎         | 友永和秀           | 中路景子                | 1月18日            |
| 15                 | 最強チーム!! 小野小町さんで勝つんじゃ!                 | 隅沢克之           | 山本恵             | 岡嶋国敏           | 醍醐                    | 1月25日            |
| 16                 | ミドリの奇跡!! 魔法使い和馬ッ!                         | 下山健人           | 大森英敏           | 山田徹             | 澤田貴秋                | 2月1日             |
| 17                 | 大決戦!! コアラの竜VS和馬のカメ!                       | 高橋哲子           | 近藤信宏           | 山本恵             | しんごーやすし          | 2月8日             |
| 18                 | 祈りをこめて!! 墓前の誓い!                             | 大和屋暁           | 矢野雄一郎         | 小山田桂子         | 宇田明彦                | 2月15日            |
| 19                 | 悪夢の準決勝!! 雪乃の卑劣な罠!                         | 隅沢克之           | 井内秀治           | 岩崎太郎           | 平塚知哉                | 2月22日            |
| 20                 | 不屈の闘志!! 逆境をバネに立ち上がれ!                   | 隅沢克之           | 加瀬充子           | 政木伸一           | 佐久間健                | 3月8日             |
| 21                 | 試作史上最強のパン!! ジャぱん44号じゃッ!               | 大和屋暁           | まついひとゆき     | 小倉宏文           | しんごーやすし          | 3月15日            |
| 22                 | 決勝戦直前!! 和馬に迫る黒い影                          | 大和屋暁           | 増田敏彦           | 小山田桂子         | 宮本佐和子              | 3月22日            |
| 23                 | モチモチ対決!! 東和馬VS冠茂!                           | 川瀬敏文           | まついひとゆき     | 秦義人             | 吉川真一                | 3月29日            |
| 24                 | 空飛ぶマイスター!! 勝つのはどっち!?                    | 川瀬敏文           | まついひとゆき     | 佐藤照雄           | 竹内進二                | 3月29日            |
| 25                 | なんやてっ!! 河内、漢の猛特訓!                         | 高橋哲子           | 近藤信宏           | 山田徹             | 澤田貴秋                | 4月5日             |
| 26                 | 新人戦最終試合!! 歌って踊るフランスパン!               | 下山健人           | 増田敏彦           | 小山田桂子         | 馬場健                  | 4月19日            |
| モナコカップ編     |                                                        |                    |                    |                    |                         |                    |
| 27                 | レッツみんなでパン作り!! ジャぱん2号じゃッ!            | 隅沢克之           | 岩崎太郎           | 木宮茂             | 平塚知哉                | 4月26日            |
| 28                 | 百億の男!? パンタジア存亡の危機!                       | 大和屋暁           | 政木伸一           | 政木伸一           | 佐久間健                | 5月3日             |
| 29                 | 迫撃!! ブラックジャぱん誕生!                           | 隅沢克之           | 加瀬充子           | 山田徹             | 澤田貴秋                | 5月10日            |
| 30                 | いざフランス!! 目指せモナコカップ!                     | 下山健人           | 近藤信宏           | 小倉宏文           | しんごーやすし          | 5月17日            |
| 31                 | 一触即発!! 禁断のロダン作戦!                           | 川瀬敏文           | 佐藤照雄           | 佐藤照雄           | 竹内進二                | 5月24日            |
| 32                 | これぞ世界レベル!! 嵐を呼ぶルーレット!                 | 川瀬敏文           | 山本恵             | 秦義人             | 吉川真一                | 5月31日            |
| 33                 | 3時のおやつ!! ジャぱん21号じゃッ!                      | 大和屋暁           | まついひとゆき     | 太田知章           | 西山忍                  | 6月7日             |
| 34                 | ルパン3号!! パン・デ・エピス戒（改）!                  | 大和屋暁           | 井内秀治           | 篠崎康行           | 平塚知哉                | 6月14日            |
| 35                 | 世界が注目!! モナコカップ本選スタート!                 | 高橋哲子           | 政木伸一           | 政木伸一           | 佐久間健                | 6月28日            |
| 36                 | スピード勝負!! アレでチンしてッ!                       | 川瀬敏文           | 東海林真一         | 小倉宏文           | しんごーやすし 杉本幸子 | 7月12日            |
| 37                 | サバイバル!! 無人島のパン職人!                         | 下山健人           | 山本恵             | 山田徹             | 澤田貴秋                | 7月19日            |
| 38                 | いざ泳げ!! 南の島のタイ焼きくん!                       | 下山健人           | 佐藤照雄           | 佐藤照雄           | 佐久間健                | 7月26日            |
| 39                 | 地獄へのダイブ!! 新たなる謀略!                         | 大和屋暁           | 加瀬充子           | 政木伸一           | 野田康行                | 7月26日            |
| 40                 | ピエロ大誤算!! 最後の晩餐、お味はいかが?               | 隅沢克之           | 南康宏             | 秦義人             | 吉川真一                | 8月2日             |
| 41                 | 王様の質問!! 美味しそうなパンを最初に食べさせるのは?   | 隅沢克之           | 東海林真一         | 山田徹             | 澤田貴秋                | 8月9日             |
| 42                 | 奇々怪々!! カイザーの正体!                             | 川瀬敏文           | 山本恵             | 福本潔             | 平塚知哉                | 8月16日            |
| 43                 | 栄養たっぷり!! スポーツパン対決!                       | 下山健人           | 佐藤照雄           | 根岸宏樹           | 芳川弥生                | 8月23日            |
| 44                 | 音速の脅威!! ゴぱん97号!                               | 高橋哲子           | 加瀬充子           | 政木伸一           | 佐久間健                | 9月6日             |
| 45                 | 裸・裸・裸!! 華麗なるパン勝負!                         | 大和屋暁           | まついひとゆき     | 小倉宏文           | しんごーやすし          | 9月13日            |
| 46                 | ピエロ護送!? 愛がぎっしり詰まったパン!                 | 大和屋暁           | 近藤信宏           | 佐藤照雄 綿田慎也  | 橋本貴吉                | 9月20日            |
| 47                 | ヴィクトリー!! パン業界に革命を!                       | 下山健人           | 大森英敏           | 太田知章           | 西山忍                  | 9月27日            |
| 48                 | 名探偵ピエロ!! 命をかけたリアクション!                 | 下山健人           | 山本恵             | 山田徹             | 澤田貴秋                | 10月4日            |
| 49                 | VIP席で再会!! ヘブン・アゲイン!                        | 大和屋暁           | 笹木信作           | 岩崎太郎           | 平塚知哉                | 10月4日            |
| 50                 | 宇宙を魅せる!! ゴぱんを継ぐ男!                         | 川瀬敏文           | 東海林真一         | 根岸宏樹           | 芳川弥生                | 10月11日           |
| 51                 | 集められた究極の食材!! 史上最大の決勝戦!               | 隅沢克之           | 加瀬充子           | 秦義人             | 吉川真一                | 10月25日           |
| 52                 | 時を越えるピエロ!! ジャぱん世界の頂点へ!?              | 隅沢克之           | 佐藤照雄           | 佐藤照雄 綿田慎也  | 戸部敦夫                | 11月1日            |
| 焼きたて！！9編    |                                                        |                    |                    |                    |                         |                    |
| 53                 | 霧崎からの挑戦状!! 新番組『焼きたて!!9』スタート!      | 隅沢克之           | 増田敏彦           | 小山田桂子         | 宇田明彦                | 11月8日            |
| 54                 | ご当地パン対決!! なんてったってアイドル!               | 高橋哲子           | 池端隆史           | 山田徹             | 澤田貴秋 向山祐治       | 11月15日           |
| 55                 | 目覚めよ!! スーパー黒柳!                               | 大和屋暁           | 山本恵             | 根岸宏樹           | 芳川弥生                | 11月22日           |
| 56                 | 危うし黒柳!! 失われたリアクション                      | 下山健人           | 増田敏彦           | 小山田桂子         | 毛利志乃舞              | 12月6日            |
| 57                 | ウー、マンゴー!! CMAPの大逆襲!                         | 川瀬敏文           | 笹木信作           | 福本潔             | 平塚知哉                | 12月13日           |
| 58                 | 愛は西都も救う!! 太陽の手VS炎の腕!                     | 木村恵之           | 近藤信宏           | 池端隆史           | 佐久間信一              | 12月20日           |
| 59                 | ニンニンニン!! オレの忍道だってばよ!                   | 大和屋暁           | 加瀬充子           | 小倉宏文           | 榎本勝紀                | 2006年 1月10日     |
| 60                 | 曲がったことが大キライ!! 戒とモニカの二人三脚!         | 大和屋暁           | 東海林真一         | 山田徹             | 和田伸一 向山祐治       | 2006年 1月10日     |
| 61                 | 冠の秘密!! 仁義なきジャム対決!                         | 高橋哲子           | 岩崎太郎           | まつもとよしひさ   | 平塚知哉                | 1月17日            |
| 62                 | 兄弟決戦!! 父が選んだ一流の男!                         | 川瀬敏文           | 飯島正勝           | 小山田桂子         | 宇田明彦                | 1月24日            |
| 63                 | 海苔パン対決!! 超有名人が出るんですよ!                 | 木村恵之           | 井内秀治           | 綿田慎也           | しんごーやすし 杉本幸子 | 1月31日            |
| 64                 | 伝統の味!! 日本を思うココロはひとつ!                   | 下山健人           | 池端隆史           | 池端隆史           | 佐久間信一              | 2月7日             |
| 65                 | 恐怖のリベンジ!! パンダ男、現る!                       | 高橋哲子           | まついひとゆき     | 山田徹             | 向山祐治 和田伸一       | 2月14日            |
| 66                 | 奇跡の蒸しパン!! パンダがパンダになった日!             | 川瀬敏文           | 加瀬充子           | まつもとよしひさ   | 平塚知哉                | 2月21日            |
| 67                 | 太陽VS吹雪!! 究極のタルト対決!                         | 木村恵之           | 増田敏彦           | 小山田桂子         | 毛利志乃舞              | 2月28日            |
| 68                 | これが私の進む道!? ロード・オブ・ザ・ビワ              | 下山健人           | 笹木信作           | 小倉宏文           | 榎本勝紀                | 3月7日             |
| 69                 | 本当に美味いパンを食べさせるのは!? ジャぱんよ、永遠に! | 隅沢克之           | 佐藤照雄 戸部敦夫  | 佐藤照雄           | 戸部敦夫                | 3月14日            |

### 放送局
放送時間は東日本放送、BSジャパンを除き2006年1月中旬 - 2月上旬時点のものとする。
| 対象地域       | 放送局         | 放送期間                       | 放送日時           | 系列           | 備考             |
| -------------- | -------------- | ------------------------------ | ------------------ | -------------- | ---------------- |
| 関東広域圏     | テレビ東京     | 2004年10月12日 - 2006年3月14日 | 火曜 19:00 - 19:30 | テレビ東京系列 | 製作局           |
| 北海道         | テレビ北海道   | 2004年10月12日 - 2006年3月14日 | 火曜 19:00 - 19:30 | テレビ東京系列 |                  |
| 愛知県         | テレビ愛知     | 2004年10月12日 - 2006年3月14日 | 火曜 19:00 - 19:30 | テレビ東京系列 |                  |
| 大阪府         | テレビ大阪     | 2004年10月12日 - 2006年3月14日 | 火曜 19:00 - 19:30 | テレビ東京系列 |                  |
| 岡山県・香川県 | テレビせとうち | 2004年10月12日 - 2006年3月14日 | 火曜 19:00 - 19:30 | テレビ東京系列 |                  |
| 福岡県         | TVQ九州放送    |                                | 土曜 7:00 - 7:30   | テレビ東京系列 |                  |
| 岐阜県         | 岐阜放送       |                                | 日曜 8:00 - 8:30   | 独立局         |                  |
| 宮城県         | 東日本放送     | 2004年10月30日 - 2005年4月30日 | 土曜 6:00 - 6:30   | テレビ朝日系列 | 第26話で打ち切り |
| 和歌山県       | テレビ和歌山   |                                | 月曜 18:30 - 19:00 | 独立局         |                  |
| 三重県         | 三重テレビ     |                                | 木曜 17:00 - 17:30 | 独立局         |                  |
| 日本全域       | BSジャパン     | 2004年10月14日 - 2006年3月16日 | 木曜 17:55 - 18:25 | BS放送         | 現・BSテレ東     |

| テレビ東京 火曜19:00 - 19:30枠 | テレビ東京 火曜19:00 - 19:30枠 | テレビ東京 火曜19:00 - 19:30枠 |
| 前番組                         | 番組名                         | 次番組                         |
| ------------------------------ | ------------------------------ | ------------------------------ |
| 週刊ポケモン放送局             | 焼きたて!!ジャぱん             | 銀魂                           |

### 少年サンデーCM劇場『焼きたて!! ジャぱん』編
アニメ放送開始以前、連載誌である『週刊少年サンデー』のCMにこの「焼きたて!! ジャぱん」が起用されたことがある。制作はサンライズ 。

#### キャスト
- 東和馬 - 菅沼久義
- 梓川月乃 - 大塚ちひろ
- 松代健 - 中多和宏